# كوكو دجاوبي
كوكو دجاوبي (بالفرنسية: Kokou Djaoupe)‏ (مواليد 10 يوليو 1968) حكم كرة قدم توغولي . تم اختياره لتحكيم بعض مباريات بطولة كأس الأمم الأفريقية لكرة القدم 2010 التي أقيمت في أنغولا .

## وصلات خارجية
- كوكو دجاوبي على موقع Soccerway.com (الإنجليزية)